# Adipocere Records
Adipocere Records je francouzské hudební vydavatelství založené v roce 1992 Christianem Bivelem. Sídlí v obci Vonnas.
Na vydaných nahrávkách používá katalogové číslo se zkratkou AR.
Zabývá se všemi druhy metalové hudby, např. black metalem, death metalem, gothic metalem, dark metalem atd.

## Kapely
Seznam vybraných kapel, jejichž desky vyšly u Adipocere Records:
- Akhenaton
- Alastis
- Benighted
- Bethlehem
- Beyond Dawn
- Carpathian Full Moon
- Christ Agony
- Crypt of Kerberos
- Depravity
- Diabolical Masquerade
- Evol
- Finnugor
- Forgotten Tomb
- God Forsaken
- Moonspell
- Mortuary
- Persefone
- Purulence
- Sacramentum
- Your Shapeless Beauty